# Gymnopleurus laevicollis
Gymnopleurus laevicollis es una especie de escarabajo del género Gymnopleurus, familia Scarabaeidae. Fue descrita científicamente por Castelnau en 1840.
Se distribuye por la ecozona afrotropical. Habita en Etiopía, Somalia, Tanzania, Sudán y Kenia.